# Hiroyuki Inagaki
Hiroyuki Inagaki (født 24. april 1970) er en tidligere japansk fodboldspiller.
Han har spillet for flere forskellige klubber i sin karriere, herunder Cerezo Osaka.